# Superliga de China 2018
La temporada 2018 fue la 15.ª edición de la máxima categoría del fútbol en la República Popular de China desde el establecimiento de la Superliga de China en el año 2004. El patrocinador del título de la liga es Ping An Insurance.

## Datos generales

### Ascensos y descensos
| Pos. | Descendidos a la China League One 2018 |
| ---- | -------------------------------------- |
| 15.º | Yanbian Funde                          |
| 16.º | Liaoning Whowin                        |

| Pos. | Ascendidos de la China League One 2017 |
| ---- | -------------------------------------- |
| 1.º  | Dalian Yifang                          |
| 2.º  | Beijing Renhe                          |

## Equipos

### Datos generales
| Guangzhou Evergrande                   | Guangzhou   | Fabio Cannavaro   | Estadio Tianhe                      | 58.500 |
| Shanghai SIPG                          | Shanghái    | Vítor Pereira     | Estadio de Shanghái                 | 56.842 |
| Tianjin Quanjian                       | Tianjin     | Paulo Sousa       | Haihe Educational Football Stadium  | 30.000 |
| Hebei China Fortune                    | Qinhuangdao | Chris Coleman     | Estadio Olímpico de Qinhuangdao     | 33.572 |
| Guangzhou R&F                          | Guangzhou   | Dragan Stojković  | Estadio Yuexiushan                  | 18.000 |
| Shandong Luneng                        | Jinan       | Craig Feldspar    | Jinan Olympic Sports Center Stadium | 60.000 |
| Changchun Yatai                        | Changchun   | Chen Jingang      | Development Area Stadium            | 28.669 |
| Guizhou Zhicheng FC                    | Guiyang     | Dan Petrescu      | Guiyang Olympic Sports Center       | 51.636 |
| Beijing Guoan                          | Pekín       | Roger Schmidt     | Estadio de los Trabajadores         | 66.161 |
| Chongqing Lifan                        | Chongqing   | Jordi Cruyff      | Chongqing Olympic Sports Center     | 58.660 |
| Shanghai Greenland Shenhua             | Shanghái    | Wui Zheng         | Estadio Hongkou                     | 33.060 |
| Jiangsu Suning                         | Nankín      | Cosmin Olăroiu    | Centro Deportivo Olímpico de Nankín | 65.769 |
| Tianjin Teda                           | Tianjin     | Uli Stielike      | Estadio Olímpico de Tianjin         | 54.696 |
| Henan Jianye FC                        | Zhengzhou   | Dragan Talajić    | Estadio Zhengzhou Hanghai           | 29.000 |
| Dalian Yifang                          | Dalian      | Bernd Schuster    | Dalian Sports Center                | 61.000 |
| Beijing Renhe                          | Pekín       | Luis García Plaza | Beijing Fengtai Stadium             | 31.043 |
| Datos actualizados a diciembre de 2017 |             |                   |                                     |        |

### Jugadores extranjeros
El número de jugadores extranjeros está restringido a seis inscritos por equipo. Un equipo puede convocar máximo cuatro jugadores foráneos y usar máximo hasta tres jugadores extranjeros en el campo por juego. Adicionalmente, con el objetivo de potenciar los jugadores locales cada equipo tendrá la obligación de convocar, como mínimo, dos jugadores sub-23 en cada partido, teniendo que estar uno de ellos, obligatoriamente, en el once titular. Los jugadores de Hong Kong, Macao y China Taipéi son considerados como jugadores nacionales.
| Equipo               | Jugador 1         | Jugador 2         | Jugador 3          | Jugador 4         | Jugador Kong Kong/Macao/China Taipéi |
| -------------------- | ----------------- | ----------------- | ------------------ | ----------------- | ------------------------------------ |
| Beijing Renhe        | Augusto Fernández | Ivo               | Benjamin Moukandjo | Jaime Ayoví       |                                      |
| Beijing Guoan        | Renato Augusto    | Cédric Bakambu    | Jonathan Soriano   | Jonathan Viera    |                                      |
| Changchun Yatai      | Marinho           | Odion Jude Ighalo | Lasse Vibe         | Anzur Ismailov    | Yaki Yen                             |
| Chongqing Lifan      | Fernandinho       | Luiz Fernandinho  | Alan Kardec        | Nicolás Aguirre   |                                      |
| Dalian Yifang        | Nicolás Gaitán    | Yannick Carrasco  | José Fonte         | Nyasha Mushekwi   |                                      |
| Guangzhou Evergrande | Alan Carvalho     | Ricardo Goulart   | Nemanja Gudelj     | Kim Young-gwon    |                                      |
| Guangzhou R&F        | Renatinho         | Júnior Urso       | Marko Perović      | Eran Zahavi       |                                      |
| Guizhou Zhicheng     | Nikica Jelavić    | Mario Suárez      | Tjaronn Chery      | Bubacarr Trawally | Festus Baise                         |
| Hebei China Fortune  | Ezequiel Lavezzi  | Javier Mascherano | Gervinho           | Hernanes          |                                      |
| Henan Jianye         | Ricardo Vaz Tê    | Orlando Sá        | Christian Bassogog | Juan Cala         |                                      |
| Jiangsu Suning       | Ramires           | Alex Teixeira     | Gabriel Paletta    | Richmond Boakye   |                                      |
| Shandong Luneng      | Gil               | Graziano Pellè    | Papiss Cissé       | Diego Tardelli    |                                      |
| Shanghai Shenhua     | Fredy Guarín      | Giovanni Moreno   | Obafemi Martins    | Óscar Romero      |                                      |
| Shanghai SIPG        | Oscar             | Elkeson           | Hulk               | Odil Ahmedov      |                                      |
| Tianjin Quanjian     | Anthony Modeste   | Alexandre Pato    | Kwon Kyung-won     |                   |                                      |
| Tianjin Teda         | John Obi Mikel    | Felix Bastians    | Johnathan          | Frank Acheampong  |                                      |

## Tabla de posiciones
| Pos. | Equipo                      | Pts. | PJ | G  | E  | P  | GF | GC | Dif. | Clasificación o descenso                                           |
| ---- | --------------------------- | ---- | -- | -- | -- | -- | -- | -- | ---- | ------------------------------------------------------------------ |
| 1    | Shanghai SIPG (C)           | 68   | 30 | 21 | 5  | 4  | 77 | 33 | +44  | Clasificado a fase de grupos de Liga de Campeones de la AFC 2019   |
| 2    | Guangzhou Evergrande Taobao | 63   | 30 | 20 | 3  | 7  | 82 | 36 | +46  | Clasificado a fase de grupos de Liga de Campeones de la AFC 2019   |
| 3    | Shandong Luneng Taishan     | 58   | 30 | 17 | 7  | 6  | 57 | 39 | +18  | Clasificado a ronda de playoff de Liga de Campeones de la AFC 2019 |
| 4    | Beijing Sinobo Guoan        | 53   | 30 | 15 | 8  | 7  | 64 | 45 | +19  | Clasificado a fase de grupos de Liga de Campeones de la AFC 2019   |
| 5    | Jiangsu Suning              | 48   | 30 | 13 | 9  | 8  | 48 | 33 | +15  |                                                                    |
| 6    | Hebei China Fortune         | 39   | 30 | 10 | 9  | 11 | 46 | 50 | −4   |                                                                    |
| 7    | Shanghai Greenland Shenhua  | 38   | 30 | 10 | 8  | 12 | 44 | 53 | −9   |                                                                    |
| 8    | Beijing Renhe               | 37   | 30 | 9  | 10 | 11 | 33 | 46 | −13  |                                                                    |
| 9    | Tianjin Quanjian            | 36   | 30 | 9  | 9  | 12 | 41 | 48 | −7   |                                                                    |
| 10   | Guangzhou R&F               | 36   | 30 | 10 | 6  | 14 | 49 | 61 | −12  |                                                                    |
| 11   | Dalian Yifang               | 35   | 30 | 10 | 5  | 15 | 37 | 57 | −20  |                                                                    |
| 12   | Henan Jianye                | 34   | 30 | 10 | 4  | 16 | 30 | 45 | −15  |                                                                    |
| 13   | Chongqing Dangdai Lifan     | 32   | 30 | 8  | 8  | 14 | 40 | 46 | −6   |                                                                    |
| 14   | Tianjin TEDA                | 32   | 30 | 8  | 8  | 14 | 41 | 54 | −13  |                                                                    |
| 15   | Changchun Yatai             | 32   | 30 | 8  | 8  | 14 | 45 | 56 | −11  | Descenso a la China League One 2019                                |
| 16   | Guizhou Hengfeng            | 24   | 30 | 7  | 3  | 20 | 34 | 66 | −32  | Descenso a la China League One 2019                                |

 Fuente: League table
Criterios de clasificación: 1) Puntos; 2) diferencia de goles; 3) Goles convertidos.
Notas:
1. ↑  Beijing Sinobo Guoan clasificado a fase de grupos de la Liga de Campeones de la AFC 2019 por ser el campeón de la Copa FA de China 2018.

## Evolución de la clasificación
| Equipo ╲ Jornada           | 1             | 2  | 3  | 4  | 5  | 6  | 7  | 8  | 9  | 10 | 11 | 12 | 13 | 14 | 15 | 16 | 17 | 18 | 19 | 20 | 21 | 22 | 23 | 24 | 25 | 26 | 27 | 28 | 29 | 30 |   |
| -------------------------- | ------------- | -- | -- | -- | -- | -- | -- | -- | -- | -- | -- | -- | -- | -- | -- | -- | -- | -- | -- | -- | -- | -- | -- | -- | -- | -- | -- | -- | -- | -- | - |
| Equipo ╲ Jornada           | Shanghai SIPG | 1  | 1  | 1  | 1  | 1  | 1  | 1  | 1  | 2  | 2  | 1  | 2  | 3  | 3  | 3  | 3  | 3  | 3  | 2  | 2  | 2  | 1  | 1  | 1  | 1  | 1  | 1  | 1  | 1  | 1 |
| Guangzhou Evergrande       | 11            | 5  | 3  | 2  | 2  | 2  | 3  | 3  | 4  | 5  | 5  | 4  | 4  | 4  | 4  | 4  | 4  | 4  | 4  | 3  | 3  | 2  | 2  | 2  | 2  | 2  | 2  | 2  | 2  | 2  |   |
| Shandong Luneng Taishan    | 3             | 2  | 2  | 4  | 5  | 3  | 2  | 2  | 1  | 1  | 2  | 3  | 2  | 2  | 2  | 2  | 2  | 2  | 3  | 4  | 4  | 4  | 4  | 3  | 3  | 3  | 3  | 3  | 3  | 3  |   |
| Beijing Guoan              | 14            | 10 | 5  | 3  | 3  | 5  | 5  | 4  | 3  | 3  | 3  | 1  | 1  | 1  | 1  | 1  | 1  | 1  | 1  | 1  | 1  | 3  | 3  | 4  | 4  | 4  | 4  | 4  | 4  | 4  |   |
| Jiangsu Suning             | 4             | 7  | 12 | 8  | 6  | 6  | 4  | 6  | 5  | 4  | 4  | 5  | 5  | 5  | 5  | 5  | 5  | 5  | 5  | 5  | 5  | 5  | 5  | 5  | 5  | 5  | 5  | 5  | 5  | 5  |   |
| Shanghai Greenland Shenhua | 8             | 13 | 10 | 6  | 4  | 4  | 6  | 5  | 7  | 6  | 7  | 6  | 6  | 6  | 7  | 6  | 7  | 6  | 6  | 9  | 10 | 11 | 13 | 7  | 6  | 6  | 6  | 6  | 6  | 7  |   |
| Hebei China Fortune        | 10            | 4  | 8  | 10 | 9  | 11 | 11 | 8  | 10 | 9  | 9  | 9  | 10 | 10 | 10 | 12 | 10 | 11 | 10 | 11 | 9  | 6  | 6  | 6  | 8  | 7  | 7  | 7  | 7  | 6  |   |
| Beijing Renhe              | 12            | 9  | 9  | 11 | 13 | 10 | 10 | 10 | 8  | 10 | 8  | 10 | 7  | 8  | 9  | 10 | 11 | 12 | 11 | 6  | 7  | 9  | 9  | 8  | 7  | 8  | 8  | 8  | 8  | 8  |   |
| Guangzhou R&F              | 5             | 3  | 6  | 5  | 7  | 7  | 9  | 7  | 6  | 7  | 6  | 8  | 9  | 9  | 6  | 7  | 9  | 10 | 8  | 10 | 6  | 8  | 7  | 9  | 11 | 11 | 12 | 11 | 9  | 10 |   |
| Henan Jianye               | 15            | 11 | 13 | 12 | 12 | 14 | 14 | 14 | 14 | 14 | 14 | 14 | 14 | 12 | 13 | 13 | 13 | 13 | 14 | 14 | 14 | 15 | 15 | 15 | 15 | 15 | 15 | 13 | 10 | 12 |   |
| Tianjin Quanjian           | 2             | 6  | 11 | 13 | 10 | 12 | 13 | 13 | 11 | 11 | 11 | 7  | 8  | 7  | 8  | 9  | 8  | 9  | 12 | 8  | 8  | 10 | 11 | 13 | 13 | 13 | 10 | 9  | 11 | 9  |   |
| Tianjin Teda               | 9             | 12 | 7  | 9  | 11 | 8  | 8  | 12 | 9  | 8  | 10 | 11 | 11 | 11 | 11 | 8  | 6  | 7  | 7  | 7  | 11 | 12 | 12 | 12 | 12 | 12 | 14 | 15 | 12 | 12 |   |
| Chongqing Dangdai Lifan    | 6             | 8  | 4  | 7  | 8  | 9  | 7  | 9  | 13 | 13 | 13 | 13 | 13 | 14 | 14 | 14 | 15 | 15 | 15 | 15 | 15 | 14 | 14 | 14 | 14 | 14 | 13 | 14 | 13 | 13 |   |
| Changchun Yatai            | 7             | 14 | 14 | 15 | 15 | 13 | 12 | 11 | 12 | 12 | 12 | 12 | 12 | 13 | 12 | 11 | 12 | 8  | 9  | 12 | 12 | 7  | 8  | 10 | 10 | 10 | 11 | 12 | 14 | 15 |   |
| Dalian Yifang              | 16            | 16 | 16 | 16 | 16 | 16 | 15 | 15 | 15 | 15 | 15 | 15 | 15 | 15 | 15 | 15 | 14 | 14 | 13 | 13 | 13 | 13 | 10 | 11 | 9  | 9  | 9  | 10 | 15 | 11 |   |
| Guizhou Hengfeng           | 13            | 14 | 15 | 14 | 14 | 15 | 16 | 16 | 16 | 16 | 16 | 16 | 16 | 16 | 16 | 16 | 16 | 16 | 16 | 16 | 16 | 16 | 16 | 16 | 16 | 16 | 16 | 16 | 16 | 16 |   |

## Resultados
| Local \ Visitante           | BJR | BJS | CC  | CQ  | DLY | GZE | GZF | GZZ | HBC | HN  | JSS | SD  | SGS | SSI | TJQ | TJT |
| --------------------------- | --- | --- | --- | --- | --- | --- | --- | --- | --- | --- | --- | --- | --- | --- | --- | --- |
| Beijing Renhe               | —   | 3–0 | 1–3 | 1–1 | 3–1 | 2–0 | 0–0 | 2–1 | 0–2 | 1–0 | 0–2 | 0–0 | 0–2 | 1–5 | 3–3 | 1–0 |
| Beijing Sinobo Guoan        | 4–0 | —   | 1–1 | 2–1 | 5–2 | 2–2 | 2–2 | 4–3 | 6–3 | 2–1 | 3–1 | 1–1 | 3–1 | 0–1 | 3–2 | 1–1 |
| Changchun Yatai             | 1–1 | 0–2 | —   | 1–2 | 3–0 | 3–2 | 1–2 | 3–0 | 2–2 | 3–0 | 2–5 | 1–2 | 1–1 | 2–1 | 2–2 | 0–1 |
| Chongqing Dangdai Lifan     | 1–0 | 3–3 | 1–2 | —   | 1–1 | 2–0 | 0–1 | 3–4 | 4–4 | 1–0 | 4–1 | 0–2 | 0–1 | 2–3 | 0–1 | 1–1 |
| Dalian Yifang               | 1–2 | 0–3 | 2–0 | 2–2 | —   | 3–0 | 3–0 | 2–1 | 0–0 | 2–1 | 3–1 | 4–3 | 2–1 | 1–0 | 1–1 | 2–3 |
| Guangzhou Evergrande Taobao | 6–1 | 1–0 | 5–0 | 5–0 | 3–0 | —   | 4–5 | 4–0 | 2–2 | 1–0 | 1–0 | 1–0 | 2–1 | 4–5 | 5–0 | 5–1 |
| Guangzhou R&F               | 4–1 | 0–3 | 5–2 | 1–1 | 2–0 | 2–4 | —   | 1–1 | 2–1 | 1–1 | 0–2 | 2–4 | 4–2 | 2–5 | 2–6 | 2–0 |
| Guizhou Hengfeng            | 1–1 | 3–2 | 2–5 | 1–0 | 3–0 | 0–3 | 0–2 | —   | 2–3 | 1–2 | 1–3 | 3–1 | 0–1 | 1–1 | 0–1 | 1–0 |
| Hebei China Fortune         | 0–0 | 2–1 | 2–1 | 2–1 | 3–2 | 0–3 | 2–2 | 1–0 | —   | 0–1 | 0–0 | 1–2 | 4–1 | 1–1 | 2–0 | 1–2 |
| Henan Jianye                | 1–0 | 2–0 | 1–1 | 0–2 | 1–1 | 0–5 | 2–0 | 4–0 | 2–0 | —   | 0–1 | 1–4 | 2–2 | 1–2 | 0–4 | 1–0 |
| Jiangsu Suning              | 0–0 | 1–2 | 2–0 | 0–0 | 1–0 | 2–3 | 2–0 | 3–1 | 3–1 | 4–0 | —   | 1–1 | 5–1 | 0–0 | 1–1 | 2–1 |
| Shandong Luneng Taishan     | 1–1 | 3–0 | 2–0 | 2–0 | 2–0 | 1–4 | 2–1 | 0–2 | 3–1 | 2–1 | 3–2 | —   | 3–1 | 1–1 | 3–2 | 2–0 |
| Shanghai Greenland Shenhua  | 1–3 | 2–2 | 1–1 | 2–1 | 1–0 | 2–2 | 3–1 | 3–1 | 4–2 | 0–2 | 1–1 | 2–2 | —   | 0–2 | 1–1 | 1–0 |
| Shanghai SIPG               | 2–1 | 1–2 | 3–1 | 2–1 | 8–0 | 2–1 | 3–1 | 5–0 | 2–0 | 2–1 | 2–0 | 4–2 | 2–0 | —   | 4–1 | 1–1 |
| Tianjin Quanjian            | 1–2 | 0–0 | 2–0 | 0–3 | 0–1 | 0–1 | 2–1 | 1–0 | 0–3 | 1–2 | 1–1 | 1–1 | 2–1 | 3–2 | —   | 0–0 |
| Tianjin TEDA                | 2–2 | 2–5 | 3–3 | 1–2 | 3–1 | 0–3 | 2–1 | 5–1 | 1–1 | 2–0 | 1–1 | 1–2 | 2–4 | 2–5 | 3–2 | —   |

## Estadísticas jugadores

### Goleadores
- Actualización final el 11 de noviembre de 2018.:
| Pos. | Jugador          | Club                        | Goles |
| ---- | ---------------- | --------------------------- | ----- |
| 1    | Wu Lei           | Shanghai SIPG               | 27    |
| 2    | Odion Ighalo     | Changchun Yatai             | 21    |
| 3    | Eran Zahavi      | Guangzhou R&F               | 20    |
| 4    | Cédric Bakambu   | Beijing Sinobo Guoan        | 19    |
| 5    | Frank Acheampong | Tianjin Teda                | 17    |
| 5    | Diego Tardelli   | Shandong Luneng Taishan     | 17    |
| 7    | Alan Kardec      | Chongqing Dangdai Lifan     | 16    |
| 7    | Graziano Pellè   | Shandong Luneng Taishan     | 16    |
| 7    | Talisca          | Guangzhou Evergrande Taobao | 16    |

### Asistentes
- Actualización final el 11 de noviembre de 2018.
| Pos. | Jugador        | Club                        | Asistencias |
| ---- | -------------- | --------------------------- | ----------- |
| 1    | Oscar          | Shanghai SIPG               | 19          |
| 2    | Renato Augusto | Beijing Sinobo Guoan        | 13          |
| 3    | Hulk           | Shanghai SIPG               | 12          |
| 4    | Yu Hanchao     | Guangzhou Evergrande Taobao | 11          |
| 5    | Jonathan Viera | Beijing Sinobo Guoan        | 10          |
| 6    | Graziano Pellè | Shandong Luneng Taishan     | 8           |
| 6    | Wu Lei         | Shanghai SIPG               | 8           |
| 6    | Eran Zahavi    | Guangzhou R&F               | 8           |